# Valentine Tsamma Seane
Valentine Tsamma Seane (ur. 2 listopada 1966 w Lobatse) – botswański duchowny katolicki, biskup Gaborone w latach 2009–2017.

## Życiorys
Święcenia kapłańskie otrzymał 19 marca 1994 w zgromadzeniu stygmatystów. Przez kilka lat pracował duszpastersko na terenie archidiecezji Pretoria, zaś po odbytych w latach 1999–2001 studiach w Rzymie rozpoczął pracę w pretorskim seminarium. W 2003 zdecydował się opuścić zakon i w 2006 uzyskał inkardynację do diecezji Gaborone, podejmując pracę w seminarium w Kgale. W 2007 mianowany proboszczem katedry.
5 lutego 2009 papież Benedykt XVI mianował go ordynariuszem diecezji Gaborone. Sakry udzielił mu 25 kwietnia 2009 ówczesny nuncjusz apostolski w Botswanie – arcybiskup James Green.
9 sierpnia 2017 papież przyjął jego rezygnację z pełnionego urzędu.